# Impuissance apprise

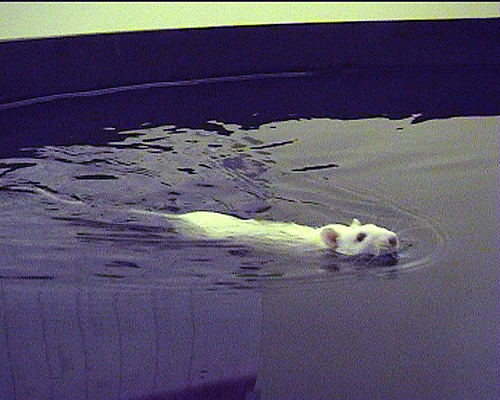
Test de laboratoire sur l'apprentissage des animaux : un rat nageant dans un labyrinthe.

L’impuissance apprise (impuissance acquise ou résignation acquise) est un sentiment d'impuissance permanente et générale qui résulte du vécu d'un animal, humain ou non humain. Ce sentiment est provoqué par le fait d'être plongé, de façon durable ou répétée, dans des situations (factuellement nuisibles, mais aussi bénéfiques) sur lesquelles l'individu ne peut agir et auxquelles il ne peut échapper. L’impuissance apprise se rapproche de la dépression, de l’anxiété, et  du désespoir, et est corrélée à ces types de souffrances psychiques.

## Définition
Il s'agit d'un état psychologique, résultat d'un apprentissage dans lequel le sujet fait l'expérience de son absence de maîtrise sur les événements survenant dans son environnement (peu importe que l’événement soit bénéfique ou nuisible[réf. souhaitée]).
Cette expérience tendrait à l'adoption par le sujet, animal ou humain, d'une attitude résignée ou passive. Cette impuissance est « apprise » car elle se généralise même aux classes de situations dans lesquelles l'action du sujet aurait pu être efficace.

## Histoire
Le concept d'impuissance apprise (learned helplessness ou littéralement « désespoir appris ») a été proposée en 1972 par Martin Seligman, professeur de psychologie expérimentale de l'université de Pensylvannie aux Etats-Unis, suivant la théorie de l'impuissance apprise et a été par la suite reformulée avec l'aide d'Abraham et de Teasdale en 1978 sous le terme d’« attribution et impuissance apprise ». Cette théorie a finalement été révisée et complétée par Abramson, Metalsky et Alloy, en 1989, sous le terme de « théorie de manque d'espoir ou de désespoir ».

### Expérimentations
Seligman a travaillé à partir du modèle du conditionnement opérant de Skinner. Il réinterprète ces résultats expérimentaux en introduisant la probabilité perçue par le sujet que son comportement entraîne un renforcement positif.
Dans la 1re partie de l'expérimentation de Martin Seligman, trois groupes de chiens sont attachés à un harnais. Dans le premier groupe, les chiens sont simplement attachés à leur harnais durant une courte période et ensuite libérés. Les groupes 2 et 3 restent attachés. Le groupe 2 subit intentionnellement un choc électrique, que les chiens peuvent arrêter en pressant un levier. Chaque chien du groupe 3 est attaché en parallèle à un chien du groupe 2, subissant un choc de la même intensité et de la même durée, mais ceux du groupe 3 n'ont pas la possibilité d'arrêter le choc. Le seul moyen pour un chien du groupe 3 d'échapper au choc est qu'un chien du groupe 2 actionne son levier. Les chiens du groupe 3 ne peuvent donc pas agir par eux-mêmes pour échapper au choc. Au bout du compte, les chiens des groupes 1 et 2 se sont rétablis rapidement de leur expérience, tandis que les chiens du groupe 3 ont appris à être impuissants et ont montré des symptômes similaires à la dépression chronique.
Dans la 2e partie, ces trois groupes de chiens ont été mis dans un nouveau dispositif avec un petit muret qu'il suffit de sauter pour éviter le choc. Pour une très grande partie du parcours, les chiens du groupe 3, qui avaient précédemment appris que rien ne pouvait arrêter les chocs, restaient passivement immobiles et gémissaient. Bien qu'ils auraient facilement pu échapper aux chocs, les chiens n'ont pas essayé.
Ainsi lorsqu'un animal est soumis à des « stimulations nociceptives inévitables, celui-ci renonce à tout comportement d'évitement [il se résigne à] l'immobilité. Ce comportement persiste même lorsque les stimulations nociceptives sont évitables. ». Toutefois, si l'expérimentateur intervient auprès des chiens devenus apathiques pour les tirer (en les portant) de l'autre côté du muret lors de l'envoi du choc électrique, l'animal peut parfois réapprendre l'initiative et ainsi sort de l'état d'impuissance apprise.
Seligman en tire quelques conclusions : le traumatisme réduit la motivation à répondre, les expériences traumatiques interdiraient l'apprentissage de nouvelles réponses. Cet état serait un des facteurs étiologiques de la dépression et/ ou de l'anxiété.

## Impacts
Peu importe leurs origines, les individus faisant l'expérience d'événements dits incontrôlables souffrent de problèmes émotionnels, d'un comportement agressif, de troubles physiologiques et ont du mal à résoudre leurs problèmes,. Ces expériences d'impuissance peuvent s'associer à une cognition faible, passive ou incontrôlable chez les individus, menaçant ainsi leur santé mentale et physique.

### Santé physique
L'impuissance acquise peut contribuer à une faible santé à la suite de l'image que se donnent les individus sur eux-mêmes. Cette dégradation de la santé peut inclure une négligence nutritionnelle, du sport et des traitements médicaux car les individus croient qu'ils n'ont aucune possibilité de changer. Plus les individus perçoivent des événements incontrôlables et imprévisibles, plus le stress est intense, et moins l'espérance de changer quelque chose à leur vie peut être perçue,.
Les jeunes adultes et adultes dans la force de l'âge avec un comportement pessimiste font le plus souvent l'expérience d'une dépression. Les individus souffrant d'une attitude pessimiste peinent à résoudre leurs problèmes, souffrent d'une faible restructuration cognitive et démontrent une faible satisfaction au travail et dans leurs relations interpersonnelles,. Ces individus possèdent également un système immunitaire affaibli, engendrant des vulnérabilités mineures (ex., fièvre) et des maladies majeures (ex., crises cardiaques, cancers), mais ils ont également du mal à recouvrer de leurs problèmes de santé.

### Santé psychologique
L'impuissance acquise peut également causer des problèmes de motivation.
"L'enseignement des stratégies aux sujets en difficulté scolaire a fait apparaître que certains ne percevaient pas l'utilité des procédures car ils ne concevaient pas que leur succès ou leur échec pût être dû à leur propre effort (cf. Folds, Footo, Guttentag & Ornstein, 1990 ; Palmer & Goetz, 1988) ; ce que Charlier et Lautrey (1992) traduisent par « sentiment acquis d'impuissance » (à partir de la notion introduite par Seligman, 1975). Plusieurs travaux ont confirmé l’impact de ce que l'on dénomme les « attributions internes vs externes ».
Les individus ayant fait l'expérience d'échecs dans leurs antécédents se disent à tort qu'ils ne peuvent améliorer leurs performances.
Les enfants souffrant d'impuissance acquise échouent durant leur scolarité, et sont beaucoup moins motivés que les autres. Des études ont démontré que les individus seraient plus motivés à agir seulement s'ils ont l'espoir qu'une récompense puisse être obtenue par la suite.

### Impact social
La maltraitance sur mineur par négligence peut être une manifestation de l'impuissance acquise : lorsque les parents pensent être incapables d'arrêter de faire pleurer leur enfant, ils abandonnent toute action le concernant.
D'autres exemples d'impuissance apprise dans les événements sociaux impliquent la solitude et la timidité. Les individus extrêmement timides, passifs, anxieux et dépressifs peuvent souffrir d'impuissance et de situations sociales déplaisantes pour eux. Cependant, Gotlib et Beatty (1985) découvrent que les individus citant l'impuissance dans les situations sociales sont négativement perçus. L'âge, comme troisième exemple, implique l'impuissance acquise du fait que les personnes âgées ne peuvent contrôler le fait de perdre leurs amis, membres de famille, leur travail et revenus, leur forme physique, leur santé, etc.
Les difficultés sociales à la suite d'une impuissance apprise semblent inévitables ; cependant, l'effet s'estompe avec le temps. Néanmoins, l'impuissance apprise peut être minimisée à l'aide d'une thérapie comportementale. À l'aide de leur expérience positive, les personnes peuvent aussi faire face à des situations qui leur semblaient incontrôlables.

## Traitements
Seligman a tenté de transférer son modèle théorique à la pratique thérapeutique auprès de populations d'enfants déprimés et de jeunes diabétiques. Son modèle animal constitue une référence classique de la dépression [...] utilisé dans les essais thérapeutiques des antidépresseurs (B.Samuel-Lajeunesse, & al, 1998, p.162).

## Usage militaire
Seligman a fait une présentation de ses travaux sur l'impuissance apprise au sein du programme militaire de SERE (dans le but d'enseigner à des soldats à résister à la torture) à la suite duquel les techniques d'interrogatoire renforcées utilisées dans les prisons de la CIA lors de la guerre contre le terrorisme ont été développées.